# Anthony Zee
Pour les articles homonymes, voir Zee.
Anthony Zee (caractères chinois simplifiés : 徐一鸿), né le 7 juin 1945, est un physicien sino-américain, écrivain, et actuellement professeur à l'Institut Kavli de physique théorique et au département de physique de l'Université de Californie à Santa Barbara.

## Biographie
Après avoir obtenu son diplôme de Princeton, Zee a obtenu son diplôme de doctorat à Harvard en 1970, sous la direction de Sidney Coleman. Au cours des années 1970-1972 et 1977-1978, il a été à l'Institute for Advanced Study.
Le professeur Zee est l'auteur ou le coauteur de plus de 200 publications scientifiques et de plusieurs ouvrages. Il a écrit sur la physique des particules, physique de la matière condensée, les anomalies dans la physique, la théorie des matrices aléatoires, la supraconductivité, l'effet Hall quantique, et d'autres sujets en physique théorique et sur la biologie évolutive, ainsi que leurs diverses interrelations.
Zee est un professeur accompli, couvrant à la fois la relativité générale et la théorie quantique des champs. L'apogée de son enseignement est sa "trilogie" très appréciée et largement saluée de manuels d'études supérieures : Quantum Field Theory in a Nutshell (en), Einstein Gravity in a Nutshell (en) et Group Theory in a Nutshell for Physicists. Il est également l'auteur de plusieurs livres généralistes sur la physique et la culture chinoise.

## Publications
Technique :
- 1982. Unity of Forces in the Universe.  Singapour : World Scientific.
- 2010. Quantum Field Theory in a Nutshell (en). 2nd éd. Princeton University Press.  (ISBN 978-0691140346)
- 2013. Einstein Gravity in a Nutshell (en). Princeton University Press.  (ISBN 978-0691145587)
- 2016. Group Theory in a Nutshell for Physicists. Princeton University Press.  (ISBN 978-0691162690)

Littérature générale :
- 1989. An Old Man's Toy, Oxford University Press.  (ISBN 978-0-02-633440-2)
- 1990. Swallowing Clouds. University of Washington Press.  (ISBN 978-0-671-74724-4)
- 2007. Fearful Symmetry: The Search for Beauty in Modern Physics, 2nd éd. Princeton University Press. Avant-propos de Roger Penrose.  (ISBN 978-0-691-00946-9). 1986 1st ed. published by Macmillan.